# Gerda Jane Hillegonda Amshoff
Gerda Jane Hillegonda Amshoff (1913–1985) fue una botánica neerlandesa.

## Algunas publicaciones

### Libros
- gerda jane hillegonda Amshoff, gérard g. Aymonin. 1966. Myrtacées. Volumen 11 de Flore du Gabon. Editor Muséum National d'Histoire Naturelle, Laboratoire de Phanérogamie, 100 pp.
- ------------------------------------------------. 1948. Enumeration of the herbarium specimens of a Suriname wood collection made by Prof. G. Stahel. Números 2-8 de Uitgaven van de stichting 'Natuurwetenschappelijke Studiekring voor Suriname en Curaçao. Colaboró Gerold Stahel. Editor M. Nijhoff, 46 pp.
- ------------------------------------------------. 1942. The grasses of the Dutch West Indian Islands. Volumen 59 de Mededeeling, Koninklijk Instituut voor de Tropen Afdeeling Tropische Producten. Editor Uitgave van het Instituut, Druk de Bussy, 64 pp.
- ------------------------------------------------. 1939. On south american papilionaceae. Proefschrift aan de Ryksuniversiteit te Utrecht... Editor Kemink en zoon, 86 pp.

## Eponimia
- (Fabaceae) Swartzia amshoffiana R.S.Cowan[1]
- (Myrtaceae) Aulomyrcia amshoffiana Steyerm.[2]
- (Myrtaceae) Syzygium amshoffianum Merr.[3]